# Berceo
Berceo is een gemeente in de Spaanse provincie en regio La Rioja met een oppervlakte van 15,27 km². Berceo telt 170 inwoners (1 januari 2016).

## Demografische ontwikkeling

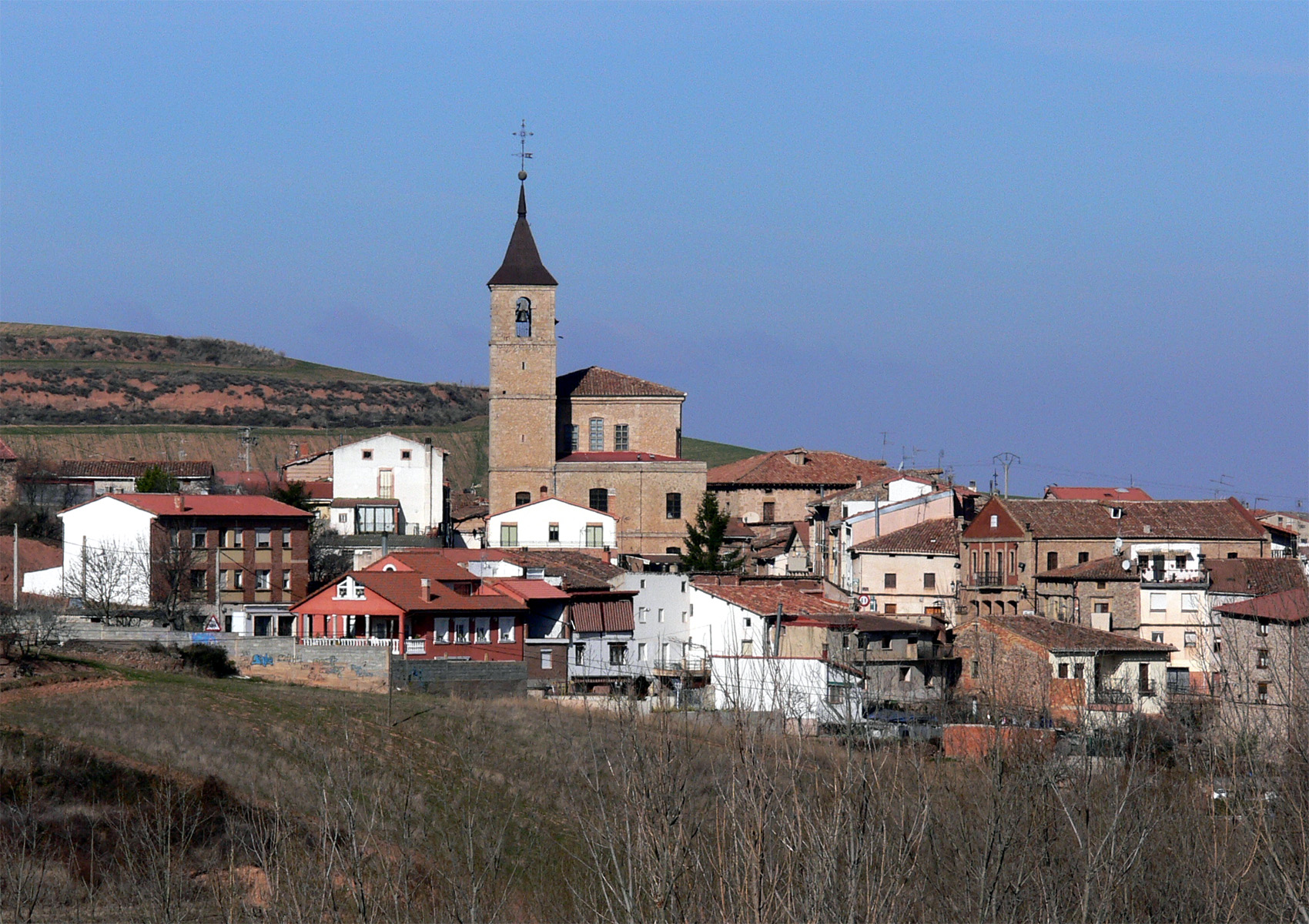
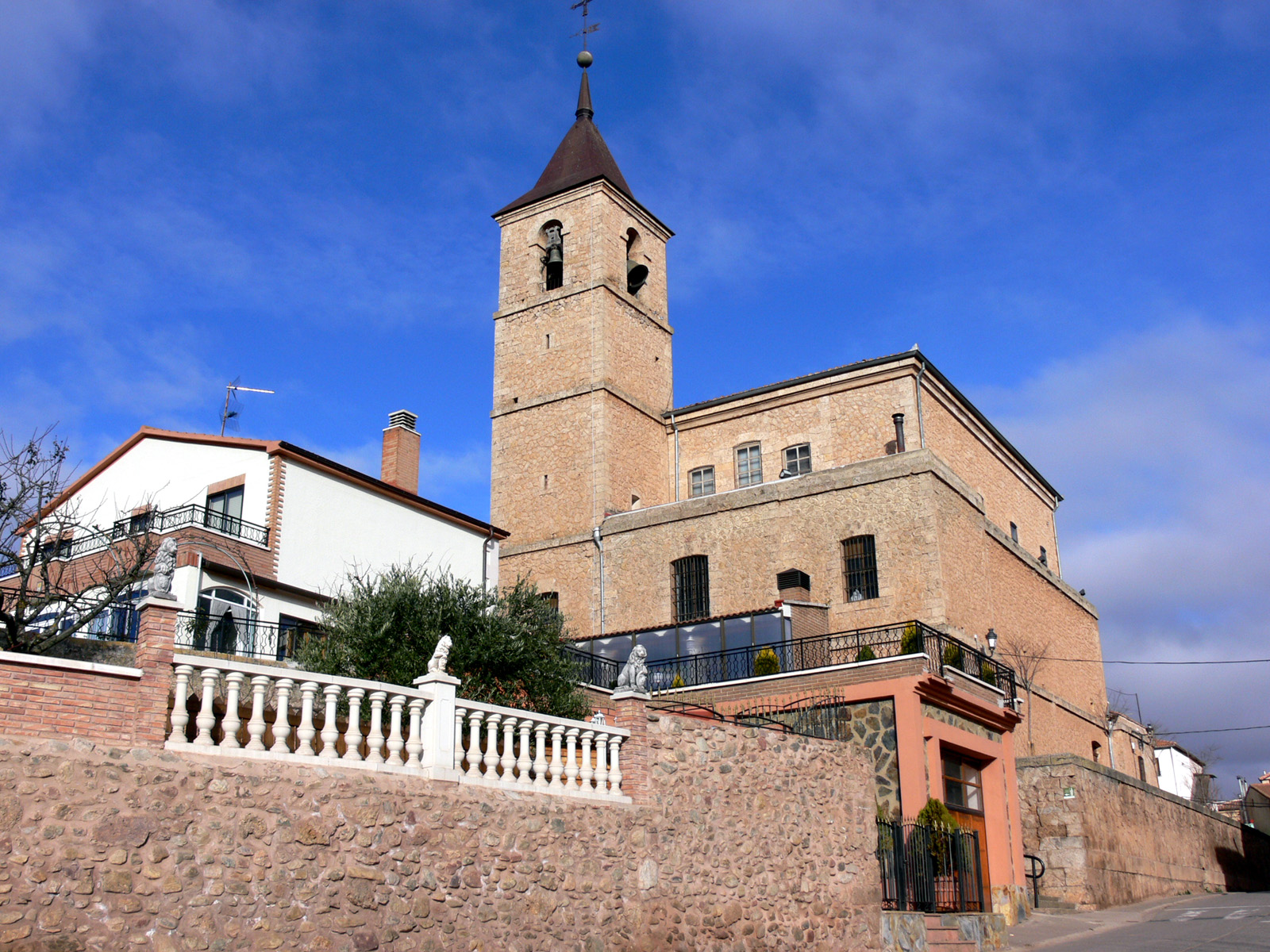
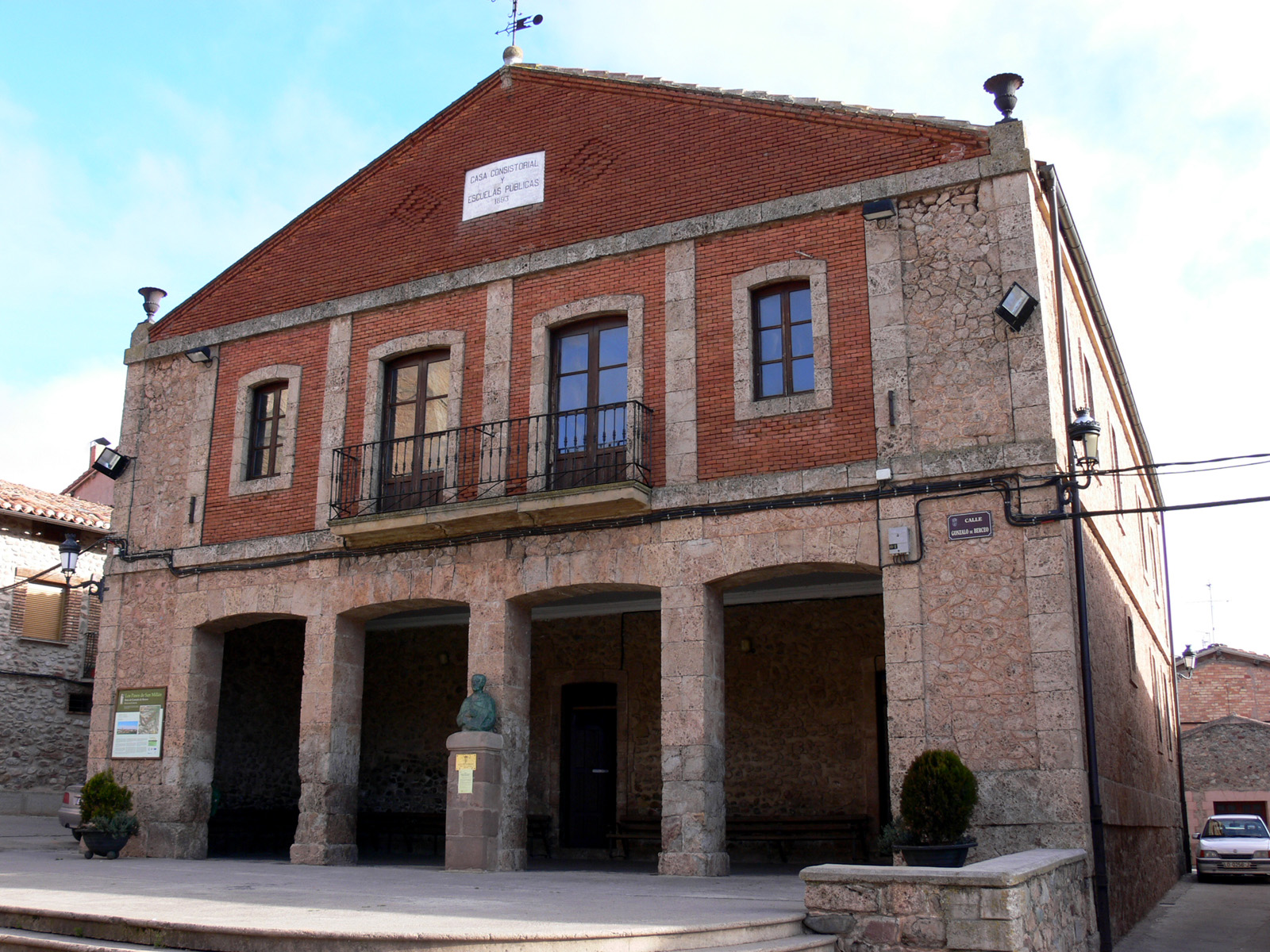

Bron: INE, 1857-2011: volkstellingen
Opm.: Tot 1857 behoorde Berceo tot de gemeente San Millán de la Cogolla